# Wypychów (Stanisławice)
Wypychów – część wsi Stanisławice w Polsce, położona w województwie małopolskim, w powiecie bocheńskim, w gminie Bochnia.
W latach 1975–1998 Wypychów położony był w województwie krakowskim.